# Умнов, Алексей Юрьевич
Алексе́й Ю́рьевич Умно́в (30 марта 1985, Рязань) — российский музыкант, художественный руководитель и дирижёр Мужского хора Карелии и Мужского камерного хора Карельской государственной филармонии. Заслуженный деятель искусств Республики Карелия (2024).

## Биография
Алексей Умнов родился 30 марта 1985 года в Рязани.
Выпускник Рязанской хоровой капеллы мальчиков и юношей «Любомир».
В 2000—2004 годах учился в Рязанском музыкальном училище им. Г. и А. Пироговых (специальность «Инструментальное исполнительство» (труба), класс Д. В. Климанова). В 2004—2009 годах обучался в Петрозаводской государственной консерватории им. А. К. Глазунова (специальность «Дирижирование академическим хором», класс О. В. Шмаковой). В 2009—2012 годах проходил обучение в аспирантуре Петрозаводской консерватории по специальности «Дирижирование академическим хором» (класс заслуженного деятеля искусств РФ профессора Е. В. Гурьева).
В разные годы руководил различными хорами и ансамблями. В 2006—2008 годах являлся хормейстером Академического хора студентов Петрозаводского государственного университета (художественный руководитель и дирижёр — Г. Е. Терацуянц).
В 2007 году основал непрофессиональный Мужской хор Карелии и стал его художественным руководителем. Коллектив получил признание публики и профессионального сообщества не только в России, но и за рубежом[в какой стране?].
Хор с успехом дает концерты в городах России, выезжает на гастроли и конкурсы в Финляндию, Швецию, Норвегию, Германию и другие страны Европы. Коллектив имеет звания «Народный коллектив самодеятельного художественного творчества Республики Карелия» (2011) и «Заслуженный коллектив Российской Федерации».
С 2009 года Алексей Умнов преподает на кафедре дирижирования Петрозаводской консерватории. Занимает должность доцента кафедры.

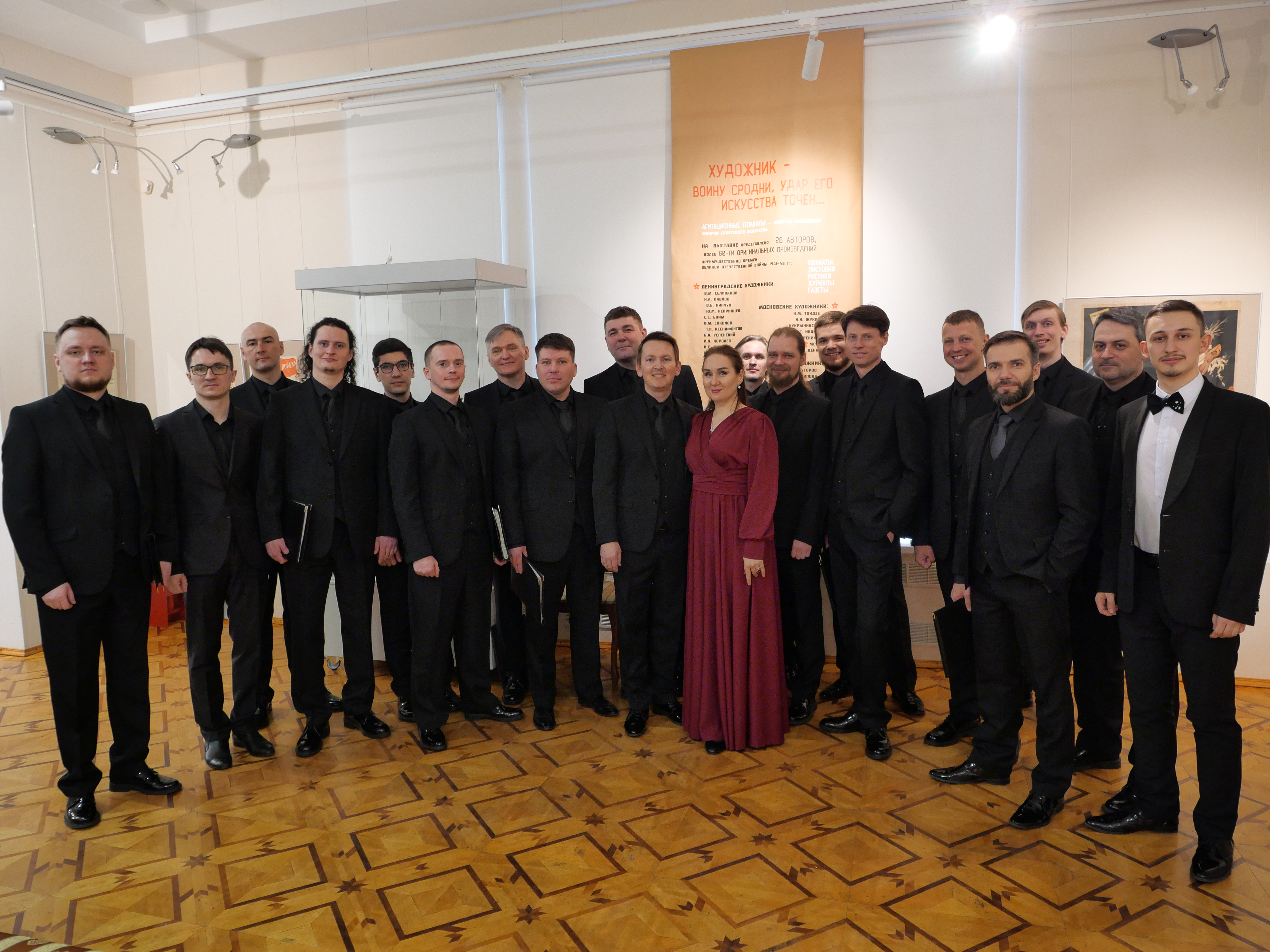
Мужской хор Карелии. Основатель и дирижёр хора Алексей Умнов и солистка Анастасия Попова. XVIII отчётный концерт Мужского хора Карелии прошёл в Музее изобразительных искусств Карелии, 2025.

В 2016 году открыл в Петрозаводске «Центр мужского хорового пения».
В нём постигают хоровое искусство мальчики и мужчины в возрасте от 4 до 55 лет.
23 ноября 2019 года Мужской хор Карелии под управлением А. Ю. Умнова выступил в программе «Доброе утро» на «Первом канале», исполнив песню «Старик и кляча» композитора Н. М. Мишукова.
В 2020 году возглавил Мужской камерный хор Карельской государственной филармонии.
Первый концерт хора состоялся 15 августа 2020 года в рамках IV фестиваля Ruskeala Symphony.

## Личные награды
- Лауреат премии Министерства культуры республики «Душа Карелии» (2015)[8]
- Благодарственное письмо Министерства культуры
- Благодарственное письмо Главы Республики Карелия
- Почетная грамота Главы Республики Карелия
- Лауреат I степени VII Всероссийского конкурса академических хоров и вокальных ансамблей «Поющая Россия» (Санкт-Петербург) (2011)
- Золотая медаль Первого Чемпионата мира по хоровому пению (Грац, Австрия) (2011)[13]
- Лауреат I степени IX и XI Всероссийского конкурса мужских, юношеский хоров, хоров мальчиков и вокальных ансамблей «Поющее мужское братство» им. Л. К. Сивухина.
- Лауреат VII Международного форума студенческих хоров «Папарацъ — кветка» (Минск, Беларусь) (2012)
- Обладатель золотых медалей VIII и IX Всемирных хоровых игр (Рига, Латвия, июль 2014[14]; Сочи, Россия, июль 2016[15])
- Лауреат I степени XXI Международного конкурса имени Стасиса Шимкуса (Клайпеда, Литва) (2018)
- Лауреат II степени XXXVIII Международного конкурса «Хайнувка 2019» (Белосток, Польша) (2019)
- Лауреат II степени Всероссийского хорового фестиваля (Москва) (2019)
- Лауреат I степени Всероссийского фестиваля-конкурса любительских коллективов (Москва) (2020)[16]

## Интервью
- Будний вечер — А. Умнов. Центру 1 год. Радио России — Карелия 102.2FM (ГТРК «Карелия») (10 февраля 2017). Дата обращения: 14 августа 2021. Архивировано 14 августа 2021 года.
- Будний вечер — А. Умнов и М. Гольденберг. Радио России — Карелия 102.2FM (ГТРК «Карелия») (5 мая 2017). Дата обращения: 14 августа 2021. Архивировано 19 мая 2017 года.
- Будний вечер — А. Ю. Умнов. Радио России — Карелия 102.2FM (ГТРК «Карелия») (22 декабря 2017). Дата обращения: 14 августа 2021. Архивировано 28 декабря 2017 года.
- Доброе утро, Карелия! — Благотворительность искусством. Храм Св. Троицы в селе Кончозеро. Радио России — Карелия 102.2FM (ГТРК «Карелия») (29 марта 2019). Дата обращения: 14 августа 2021. Архивировано 10 апреля 2019 года.
- Будний вечер — Про мужское хоровое пение в Карелии. Радио России — Карелия 102.2FM (ГТРК «Карелия») (29 июля 2020). Дата обращения: 28 июля 2021. Архивировано 26 ноября 2020 года.
- «Хоровая прививка» и как она работает — интервью с Алексеем Умновым (Карельская государственная филармония, 28.01.2021)
- Будний вечер — Мужской камерный хор Карельской государственной филармонии. Радио России — Карелия 102.2FM (ГТРК «Карелия») (2 марта 2021). Дата обращения: 28 июля 2021. Архивировано 3 марта 2021 года.